# Nauki wojskowe
Nauki wojskowe – jedna z dziedzin nauki w Polsce, wymieniona w Uchwale Centralnej Komisji do Spraw Stopni i Tytułów z dnia 24 października 2005 w sprawie określenia dziedzin nauki i dziedzin sztuki oraz dyscyplin naukowych i artystycznych (Monitor Polski z dnia 12 grudnia 2005).
Nauki wojskowe, na mocy Uchwały Centralnej Komisji do Spraw Stopni i Tytułów z dnia 28 stycznia 2011 zmieniającej uchwałę w sprawie określenia dziedzin nauki i dziedzin sztuki oraz dyscyplin naukowych i artystycznych (Monitor Polski z dnia 21 lutego 2011), zostały z dniem 24 marca 2011 roku skreślone z listy dziedzin nauki w Polsce. W miejsce nauk wojskowych zostały dodane do dziedziny nauk społecznych dwie nowe dyscypliny:
- nauki o bezpieczeństwie,
- nauki o obronności.